# Meir Argov
Meir Argov (en hebreo: מאיר ארגוב‎), (1905 - 24 de noviembre de 1963) fue un activista sionista, político israelí y signatario de la Declaración de Independencia de Israel.

## Biografía
Nacido Meyer Grabovsky en Rîbnița, Imperio Ruso (actualmente Transnistria/Moldavia), Argov estudió en un jeder y luego en la Universidad de Kiev. Se involucró en el activismo sionista en su juventud, encabezando el movimiento HeHalutz en Ucrania, y convirtiéndose en miembro del comité central Tzeiri Zion en 1917. Fue arrestado por actividades sionistas en 1922, y nuevamente en 1924, tras lo cual fue expulsado de la Unión Soviética.

En 1927 emigró a Eretz Israel y trabajó en la agricultura. Fue secretario del Consejo de Trabajadores de Petaj Tikva entre 1929 y 1939, se convirtió en miembro del Consejo Nacional Judío en 1930 y fue elegido para el consejo municipal de Petaj Tikva en 1931. En 1940 se ofreció como voluntario para el ejército británico y luchó en la Brigada Judía en Italia.
Argov (aún bajo el nombre de Grabovsky) fue una de las personas que firmó la declaración de independencia de Israel en 1948, e inmediatamente se unió al Consejo de Estado Provisional, en representación del Mapai. Fue elegido miembro de la primera Knesset en 1949 y retuvo su escaño en las elecciones de 1951, 1955, 1959 y 1961, sirviendo como presidente del importante Comité de Asuntos Exteriores y Defensa desde 1951 en adelante. Murió en el cargo en 1963. Su asiento lo ocupó Jenia Tversky.